# Sjöslaget utanför Bukow
Slaget vid Bukow var ett sjöslag i Mecklenburgbukten utanför Bukow den 4-6 juni 1565 mellan Sverige å ena sidan och Danmark jämte Lübeck å den andra. Slaget slutade oavgjort, men strategiskt var det en svensk seger för de allierade tappade herraväldet över havet till svenskarna.